# Trefossa

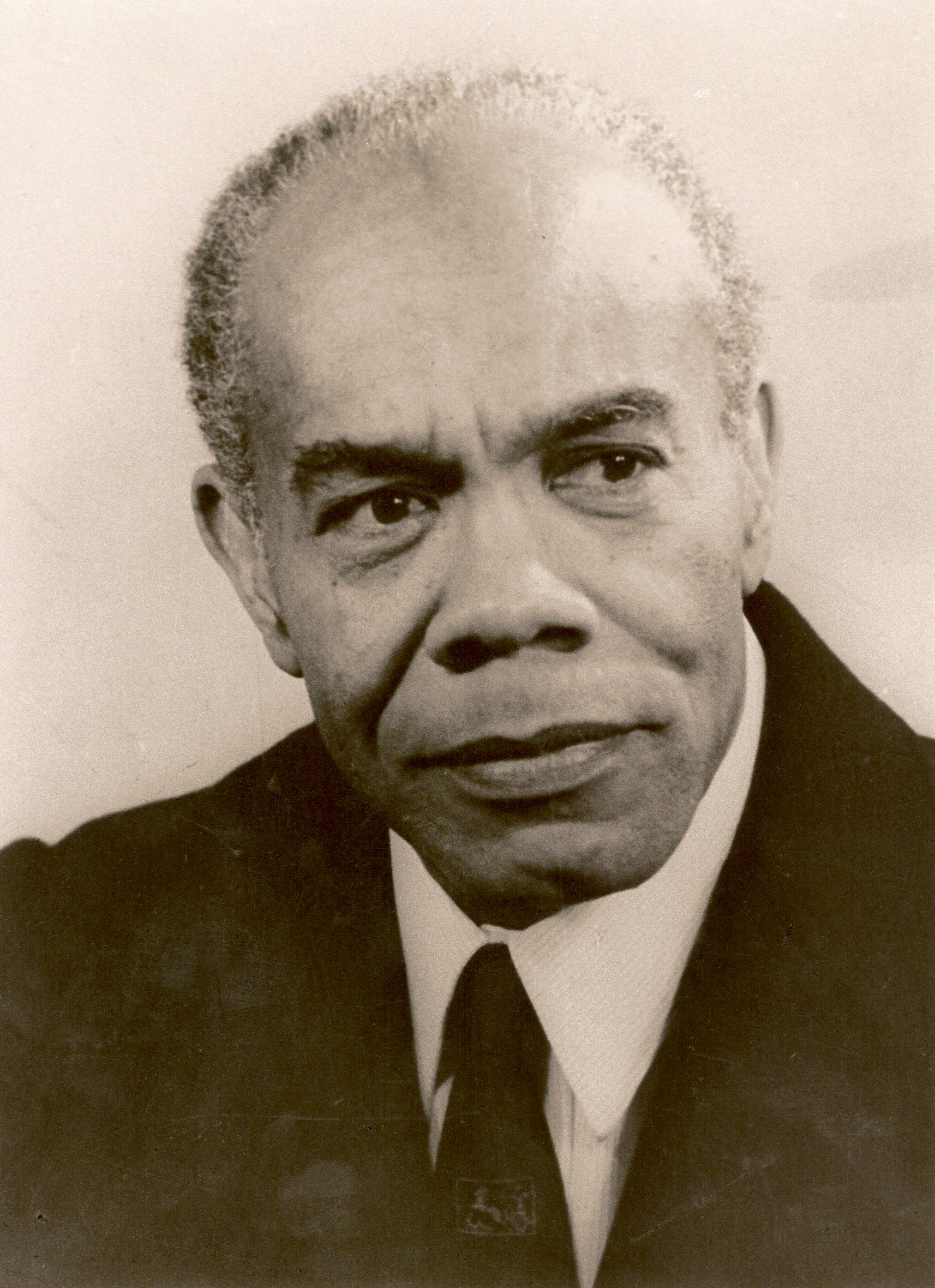
Trefossa

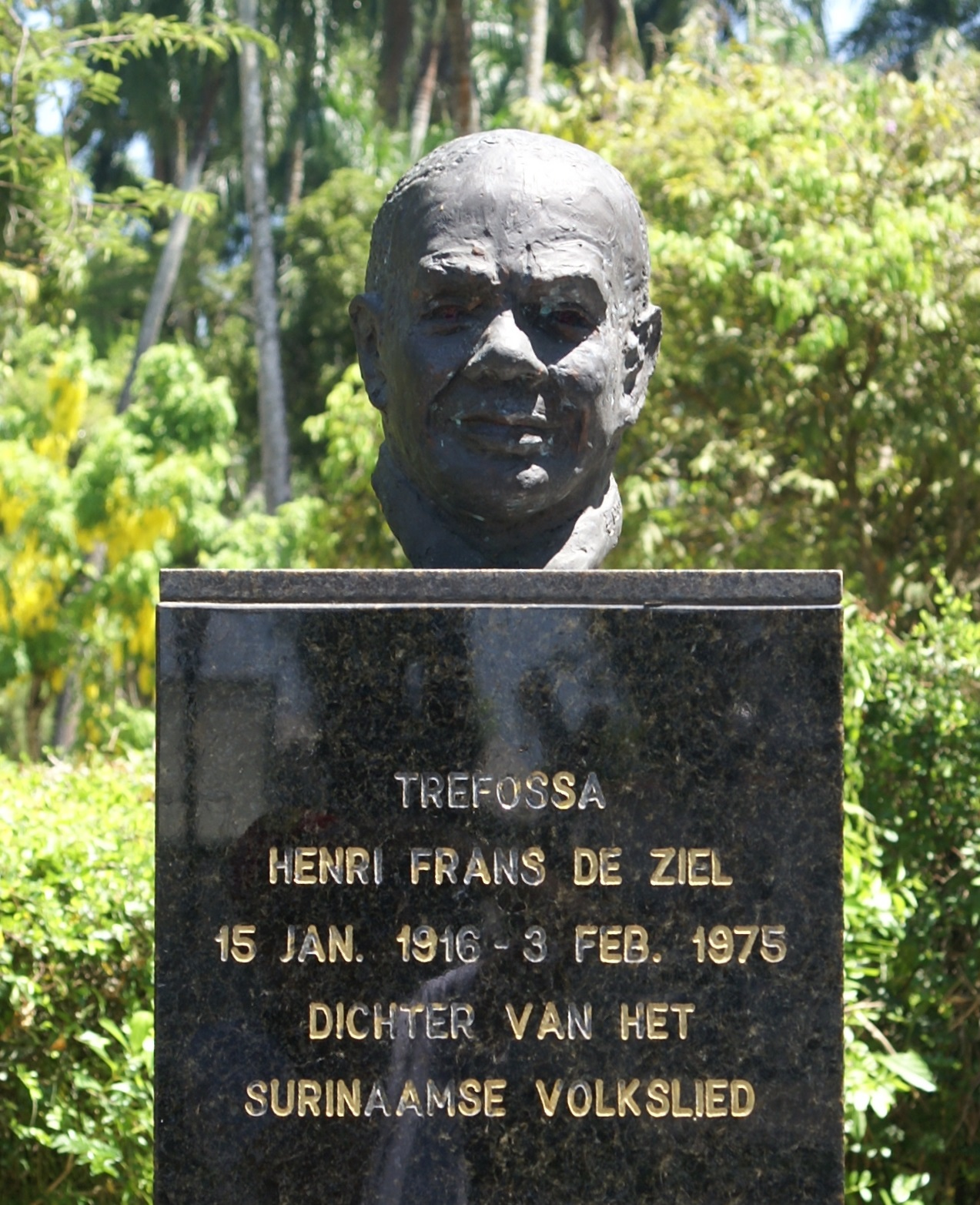
Buste van Trefossa uit 2012 in Paramaribo.

Trefossa, pseudoniem van Henri Frans de Ziel, (Paramaribo, 15 januari 1916 — Haarlem, 3 februari 1975) was een Surinaams dichter en Surinamist.

## Leven en werk
De Ziel werkte als onderwijzer. In het maandblad Foetoeboi (Loopjongen) van J.G.A. Koenders verscheen in 1949 zijn gedicht 'Bro' (Adem). Met een Sticusa-opdracht verbleef hij van 1953 tot 1956 in Nederland. Daar verscheen in 1957 Trotji (Voorzang) waarin hij aantoonde hoe een subtiele poëzietaal het Sranan kan opleveren. Zijn inspirerend voorbeeld werd door velen gevolgd (Corly Verlooghen, Eugène Rellum, Johanna Schouten-Elsenhout, Michaël Slory), maar de verstilling, bezinning en subtiliteit van zijn vers vindt men bij weinigen. Hij was de tekstdichter van God zij met ons Suriname, het Surinaamse volkslied.
Trefossa mijmert over de schoonheid van zijn land en dat wat daaraan afbreuk doet, maar liever dan een plaats op de barricaden is hem de droom, de bespiegeling, de rust. Terug in Suriname maakte hij deel uit van de redactie van de tijdschriften Tongoni (1958-1959) en Soela (1962-1964). Hij was kort directeur-bibliothecaris van het Cultureel Centrum Suriname (CCS). Later ging hij weer naar Nederland om aan de uitgave van de geschriften van Johannes King te werken.
In 1977 verscheen Ala poewema foe Trefossa (Alle gedichten van Trefossa). Zijn neoromantische proza - het verhaal 'Maanavonden' verscheen in Suriname-Zending van oktober 1944 en werd herdrukt in het Sranan in Tongoni 2 en in het Nederlands in de bloemlezing Kri, kra! (1972) - lijdt aan overcompactheid: een teveel aan informatie in een te kort bestek.
Trefossa schreef nog meer kort proza, dat werd gebundeld in een speciaal nummer van het tijdschrift Mutyama (1990).
Op 21 november 2005 werd door de president van Suriname een monument voor Trefossa onthuld aan de Dr. Sophie Redmondstraat in Paramaribo. De urnen met de as van de dichter en zijn vrouw, Hulda Walser, werden op die dag bijgezet. Deze werd later verplaatst naar de Kleine Combéweg, naast het Onafhankelijkheidsplein.

## Henri Frans de Ziel Lezing en Cultuurprijs
In 2009 werd de Henri Frans de Ziel Stichting in het leven geroepen en sindsdien wordt jaarlijks een lezing gehouden en tweejaarlijks de Henri Frans de Ziel Cultuurprijs uitgereikt aan schrijvers en dichters.

## Over Trefossa
- De inleiding van Ronny Klimsop tot Ala poewema foe Trefossa.
- Michiel van Kempen, Een geschiedenis van de Surinaamse literatuur. Breda: De Geus, 2003, deel I, pp. 440-441, deel II, pp. 763-773.